# Dmitri Sautin
Pour les articles homonymes, voir Sautin (homonymie).
Dmitri Ivanovitch Sautin (en russe : Дмитрий Иванович Саутин ; né le 15 mars 1974 à Voronej) est un plongeur russe huit fois médaillé olympique dont deux fois en or, et quintuple champion du monde. Ses huit récompenses olympiques font de lui le plongeur le plus médaillé de l'histoire olympique devant les quintuples médaillés Greg Louganis, Klaus Dibiasi, Fu Mingxia et Xiong Ni.

## Biographie
Dmitri Sautin commence le plongeon à l'âge de sept ans. Il obtient ses premières récompenses au niveau continental en 1991 à l'occasion des championnats d'Europe organisés à Athènes. À 17 ans, il est gravement blessé lors d'une agression ce qui ne l'empêche pas de participer l'année suivante aux Jeux olympiques de Barcelone sous les couleurs de l'équipe unifiée de l'ex-URSS. Il y décroche la médaille de bronze sur l'épreuve de tremplin puis termine sixième de l'épreuve de haut-vol. En 1993 à Sheffield, le Russe enlève son premier titre international en devenant champion d'Europe de haut-vol. Il confirme cette victoire au haut-vol par une autre plus prestigieuse lors des Championnats du monde 1994 qui se tiennent à Rome. Sautin y remporte également la médaille d'argent sur le tremplin.
Lors des Jeux olympiques de 1996, le plongeur n'obtient que la cinquième place lors de la finale au tremplin avant de se rattraper lors de celle de haut-vol qu'il remporte devenant ainsi le premier plongeur russe à enlever une médaille d'or aux Jeux olympiques. Le programme du plongeur russe s'allonge en 2000 avec l'admission du plongeon synchronisé comme épreuve olympique. Inscrit dans quatre épreuves, Sautin décroche quatre médailles dont un second titre olympique conquis avec son compatriote Igor Loukachine sur l'épreuve synchronisée de haut-vol. À l'occasion des Jeux d'Athènes en 2004, le Russe remporte une septième médaille olympique en terminant troisième au tremplin.
Au niveau européen, il a obtenu un record total de 18 médailles, seulement égalé en 2013 par l'Italienne Tania Cagnotto.

## Palmarès

### Jeux olympiques
- Jeux olympiques de 1992 à Barcelone (Espagne) :
  -  Médaille de bronze sur l'épreuve du tremplin 3 mètres.

- Jeux olympiques de 1996 à Atlanta (États-Unis) :
  -  Médaille d'or sur l'épreuve de haut-vol à 10 mètres.

- Jeux olympiques de 2000 à Sydney (Australie) :
  -  Médaille d'or en plongeon synchronisé à 10 mètres.
  -  Médaille d'argent en plongeon synchronisé à 3 mètres.
  -  Médaille de bronze sur l'épreuve du tremplin 3 mètres.
  -  Médaille de bronze sur l'épreuve de haut-vol à 10 mètres.

- Jeux olympiques de 2004 à Athènes (Grèce) :
  -  Médaille de bronze sur l'épreuve du tremplin 3 mètres.

- Jeux olympiques de 2008 à Pékin (Chine) :
  -  Médaille d'argent en plongeon synchronisé à 3 mètres.